# Schweizer Cup (Fussball, Männer) 1981/82
Der 57. Schweizer Cup wurde vom 2. August 1981 bis zum 31. Mai 1982 ausgetragen. Titelverteidiger war der Verein FC Lausanne-Sports.

## Der Modus
Es wurde im K.-o.-System gespielt. Im Fall eines Gleichstandes zum Ende der Verlängerung wurde das Spiel auf dem Platz der Gastmannschaft wiederholt. Das Finalspiel fand in Bern statt.

## 1/16-Finals
In den 1/16-Finals spielten erstmals die Mannschaften der Nationalliga A mit:
| Datum             |                      | Ergebnis        |                         |
| ----------------- | -------------------- | --------------- | ----------------------- |
| 30.10.1981, 14:30 | Neuchâtel Xamax      | 8:1             | Aurore Bienne           |
| 31.10.1981, 14:30 | FC Altdorf           | 0:8             | Grasshopper Club Zürich |
|                   | AC Bellinzona        | 0:1             | FC Basel                |
|                   | FC Bulle             | 3:1             | FC Leytron              |
|                   | FC La Chaux-de-Fonds | 1:2             | FC Lausanne-Sport       |
|                   | BSC Young Boys       | 2:2 (5:4 i. E.) | Vevey-Sports            |
| 01.11.1981, 14:30 | FC Aarau             | 5:0             | FC Bern                 |
|                   | FC Amriswil          | 2:3             | Nordstern Basel         |
|                   | CS La Tour-de-Peilz  | 1:2             | SR Delémont             |
|                   | FC Locarno           | 3:1             | FC St. Gallen           |
|                   | FC Luzern            | 6:1             | FC Zürich               |
|                   | FC Schaffhausen      | 1:1 (5:4 i. E.) | FC Baden                |
|                   | FC Sion              | 3:2 n. V.       | Servette FC             |
|                   | FC Solothurn         | 1:5             | CS Chênois              |
|                   | FC Wettingen         | 4:0 n. V.       | FC Mendrisiostar        |
|                   | FC Winterthur        | 4:3 n. V.       | FC Chiasso              |

## Achtelfinals
| Datum             |                         | Ergebnis  |                 |
| ----------------- | ----------------------- | --------- | --------------- |
| 20.03.1982, 14:30 | FC Aarau                | 2:3       | FC Basel        |
|                   | SR Delémont             | 1:0       | FC Baden        |
|                   | Grasshopper Club Zürich | 1:0       | FC Bulle        |
|                   | FC Lausanne-Sport       | 3:2       | FC Luzern       |
|                   | Neuchâtel Xamax         | 1:0       | Nordstern Basel |
|                   | FC Sion                 | 3:1       | FC Winterthur   |
|                   | FC Wettingen            | 2:1 n. V. | FC Locarno      |
| 23.03.1982, 14:30 | BSC Young Boys          | 1:0       | CS Chênois      |

## Viertelfinals
| Datum             |                         | Ergebnis  |                   |
| ----------------- | ----------------------- | --------- | ----------------- |
| 12.04.1982, 14:30 | FC Basel                | 2:1       | FC Lausanne-Sport |
|                   | Neuchâtel Xamax         | 0:1       | SR Delémont       |
|                   | FC Sion                 | 2:0       | FC Wettingen      |
|                   | Grasshopper Club Zürich | 1:1 n. V. | BSC Young Boys    |

Wiederholungsspiel
| Datum             |                | Ergebnis        |                         |
| ----------------- | -------------- | --------------- | ----------------------- |
| 20.04.1982, 14:30 | BSC Young Boys | 1:1 (6:5 i. E.) | Grasshopper Club Zürich |

## Halbfinals
| Datum             |          | Ergebnis |                |
| ----------------- | -------- | -------- | -------------- |
| 04.05.1982, 14:30 | FC Basel | 3:0      | SR Delémont    |
|                   | FC Sion  | 2:0      | BSC Young Boys |

## Final
Das Finalspiel fand am 31. Mai 1982 im Stadion Wankdorf in Bern statt.
| Paarung        | FC Sion – FC Basel |
| Ergebnis       | 1:0 (1:0) |
| Datum          | 31. Mai 1982 um 15:30 Uhr |
| Stadion        | Stadion Wankdorf, Bern |
| Zuschauer      | 44.000 |
| Schiedsrichter | Jean-Marie Macheret (Rueyres-St-Laurent) |
| Tore           | 1:0 Balet (21.) |
| FC Sion        | Pittier, Richard, Karlen, Balet, Valentini (73. Fournier), Černický, López, Luisier, Bregy, Brigger, Cucinotta Cheftrainer: Jean-Claude Donzé                         |
| FC Basel       | Hans Küng, Stohler, Geisser, Maradan, Lüthi (68. Ceccaroni), Duvernois (68. Hasler), von Wartburg, Jeitziner, Demarmels, Sutter, Maissen Cheftrainer: Helmut Benthaus |